# Maximum Abduction
Maximum Abduction è il terzo EP del gruppo melodic death metal svedese Hypocrisy, è stato pubblicato il 25 febbraio 1996 dalla Nuclear Blast.
Le prime due tracce Roswell 47 e Carved Up erano già state sull'album Abducted. Mentre, Request Denied e la cover dei Kiss Strange Ways furono in seguito inserite nella ristampa di The Fourth Dimension.

## Tracce
1. Roswell 47 – 3:49
2. Carved Up – 3:20
3. Request Denied – 4:41
4. Strange Ways (Kiss cover) – 3:24

## Formazione
- Peter Tägtgren - voce, chitarra, tastiere
- Mikael Hedlund - basso
- Lars Szöke - batteria

### Crediti[3]
- P. Gron - artwork, art director